# Christina Milian

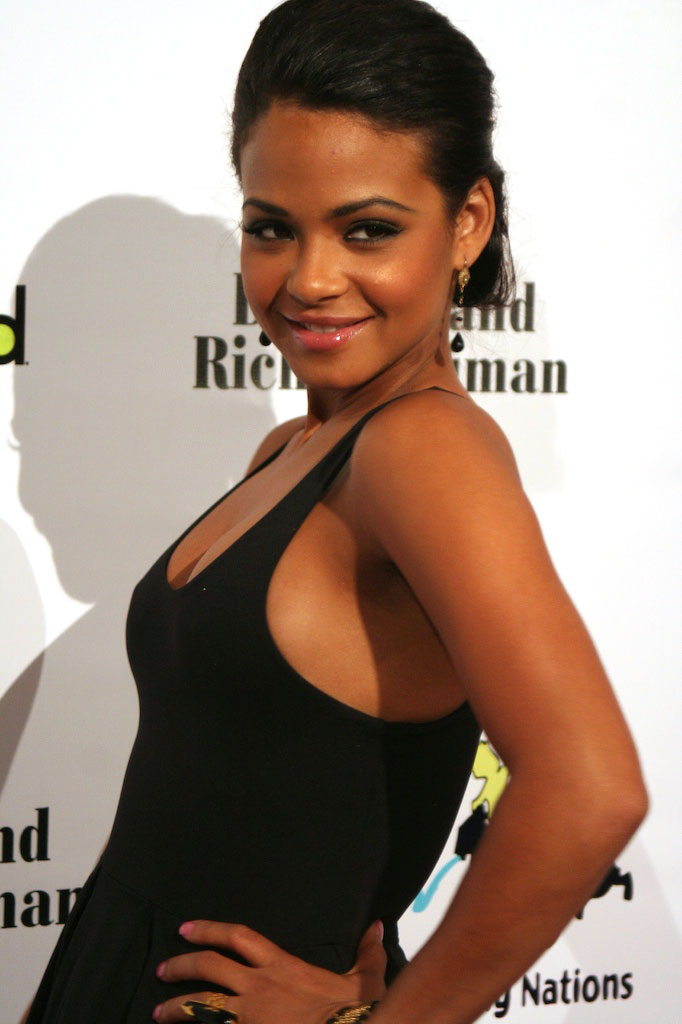
Christina Milian, 2008.

Christina Milian, ursprungligen Flores, född 26 september 1981 i Jersey City, New Jersey, är en amerikansk sångerska och skådespelerska. Hon är bland annat känd för låten "AM to PM" som släpptes 2001 som singel.
26 februari 2010 fick Milian och hennes make The-Dream dottern Violet Madison. De skilde sig året därpå.

## Album
- 2001 - Christina Milian
- 2004 - It's About Time
- 2006 - So Amazin'

## Filmografi
- 1998 A Bug's Life (röst i den engelska versionen)
- 1999 Durango Kids (Ellie)
- 1999 American Pie (bandmedlem)
- 1999 The Wood (dansande tjej)
- 2003 Love Don't Cost a Thing (Paris Morgan)
- 2004 Torque (Nina)
- 2005 Man of the House (Anne)
- 2005 Be Cool (Linda Moon)
- 2006 Pulse (film, 2006) (Isabel)
- 2009 Bring It On Fight To The Finish (Catalina)
- 2010 Christmas Cupid (Sloane)
- 2019 Falling Inn Love (Gabriela)
- 2021 Resort to Love